# Lygodactylus viscatus
Lygodactylus viscatus — вид геконоподібних ящірок родини геконових (Gekkonidae). Ендемік Танзанії.

## Поширення і екологія
Lygodactylus viscatus мешкають в прибережних районах на сході Танзанії та на островах Унгуджа і Пемба в архіпелазі Занзібар. Вони живуть в прибережних лісах, на висоті до 300 м над рівнем моря. Живляться дрібними комахами та іншими безхребетними. Самиці відкладають яйця, в кладці 2 яйця

## Збереження
МСОП класифікує стан збереження цього виду як близький до загрозливого. Lygodactylus viscatus загрожує знищення природного середовища. 